# UFC 155
O UFC 155: dos Santos vs. Velasquez II  foi um evento de artes marciais misturadas promovido pelo Ultimate Fighting Championship no dia 29 de dezembro de 2012 no MGM Grand Garden Arena em Las Vegas, Nevada, EUA.

## Background
O evento recebeu a revanche entre Júnior Cigano e Cain Velasquez valendo o Cinturão dos Pesos Pesados.
Chael Sonnen era esperado para enfrentar Forrest Griffin no evento, mas devido ao convite para ser técnico do The Ultimate Fighter 17 contra Jon Jones, teve que deixar a luta.. Foi anunciado que o adversário de Griffin será Phil Davis. Porém Griffin se machucou e a luta foi cancelada.
Gray Maynard era esperado para enfrentar Joe Lauzon no evento, mas foi obrigado a se retirar do evento devido a uma lesão e foi substituído por Jim Miller.
Chris Weidman era esperado para enfrentar Tim Boetsch no evento, mas foi obrigado a ser retirar do evento devido ao uma lesão e foi substiuído por Costa Philippou.
Jamie Varner era esperado para enfrentar Melvin Guillard no The Ultimate Fighter 16 Finale, porém momentos antes do combate Varner passou mal, e a luta foi cancelada e remarcada para esse evento.
Karlos Vemola era esperado para enfrentar Chris Leben no evento, porém Vemola foi obrigado a se retirar devido a lesão e foi substituído por Derek Brunson.
Cody McKenzie era esperado para enfrentar Leonard Garcia no evento, porém foi forçado a se retirar devido a lesão e foi substituído por Max Holloway.

### Luta principal
Na luta principal da noite, Júnior Cigano enfrentou novamente o ex-campeão dos pesos pesados Cain Velasquez. Na luta Cigano levou muitos socos durante todos os rounds e foi derrubado diversas vezes. Sem conseguir se impor, o brasileiro perdeu a luta por decisão unânime e perdeu o cinturão dos pesos pesados.

## Card Oficial
Nota 1 Pelo Cinturão Peso-Pesado do UFC.